# Crottes-en-Pithiverais
Crottes-en-Pithiverais település Franciaországban, Loiret megyében. Lakosainak száma 319 fő (2022. január 1.). Crottes-en-Pithiverais Bazoches-les-Gallerandes, Aschères-le-Marché, Attray és Neuville-aux-Bois községekkel határos.

## Népesség
A település népességének változása:
| Lakosok száma | 212  | 244  | 217  | 312  | 333  | 337  | 339  | 338  | 331  | 319  |
|               | 1968 | 1982 | 1990 | 2006 | 2013 | 2015 | 2017 | 2019 | 2020 | 2022 |